# Przejście graniczne Hrebenne-Rawa Ruska (kolejowe)
Przejście graniczne Hrebenne–Rawa Ruska – polsko-ukraińskie kolejowe przejście graniczne położone w województwie lubelskim, w powiecie tomaszowskim, w gminie Lubycza Królewska, w miejscowości Hrebenne.

## Opis
Przejście graniczne Hrebenne-Rawa Ruska z miejscem odprawy granicznej na stacji kolejowej Hrebenne czynne przez całą dobę. Dopuszczony jest ruch osób oraz środków transportowych niezależnie od przynależności państwowej oraz mały ruch graniczny.
Przejście zostało otwarte w 1996. Do Rawy Ruskiej, dokąd prowadzi tor o normalnym rozstawie szyn (1435 mm), kursowała jedna para pociągów (pociąg Roztocze) z i do Warszawy. Wejście Polski do UE wymusiło wprowadzenie wiz dla obywateli Ukrainy, co skutkowało znacznym spadkiem i tak niewielkiej liczby podróżujących. Z tego powodu 4 lipca 2005 PKP Przewozy Regionalne w Warszawie zawiesiły kursowanie pociągów do Rawy Ruskiej i od tego czasu przejście pozostawało nieczynne przez ponad 18 lat.
15 lutego 2022 podpisano memoranda w sprawie rewitalizacji przygranicznego odcinka linii kolejowej pomiędzy Kolejami Ukraińskimi a samorządami. W grudniu 2022 zakończono przebudowę i modernizację 7-kilometrowego odcinka linii o rozstawie szyn 1435 mm pomiędzy przejściem granicznym a Rawą Ruską. Przygotowano stację do wznowienia odprawy pociągów międzynarodowych i zorganizowano punkt kontroli celnej. 5 kwietnia 2023 odbył się przejazd testowy pociągu pasażerskiego SN84 należącego do SKPL pomiędzy Lublinem a Rawą Ruską z udziałem przedstawicieli rządów polskiego i ukraińskiego.
15 października 2023 przejście zostało ponownie otwarte w celu obsługi codziennych pociągów pasażerskich kursujących pomiędzy Warszawą Wschodnią a Rawą Ruską, uruchamianych na zlecenie Kolei Ukraińskich i obsługiwanych taborem należącym do SKPL, skomunikowanych z pociągami kursującymi pomiędzy Rawą Ruską a Lwowem i Kołomyją.

### Podmioty odpowiedzialne
Stan z 8 lutego 2013
Podmioty odpowiedzialne za dokonywanie kontroli osób, towarów i pociągów przekraczających granicę:
- Kontrola graniczna: Placówka Straży Granicznej w Hrebennem[8][a]
- Kontrola celna: Lubelski Urząd Celno-Skarbowy w Białej Podlaskiej, Oddział Celny w Hrebennem

Administracja przejścia:
- Zespół Drogowego i Kolejowego Przejścia Granicznego w Hrebennem podległy Lubelskiemu Zarządowi Obsługi Przejść Granicznych w Chełmie – Wydział Zamiejscowy w Zamościu (stan zatrudnienia – 32 osoby).

### Stanowiska odpraw, miejsca postojowe
Stan z 8 lutego 2013
Stacja kolejowa ma jeden peron z dwoma torami (szerokość europejska – 1435 mm), po których może odbywać się krajowy i międzynarodowy ruch pociągów osobowych.

### Obiekty kubaturowe
Stan z 8 lutego 2013
Administrator przejścia granicznego nie posiada własnych obiektów. Na terenie stacji są dwa obiekty kubaturowe typu kontenerowego (administrowane przez PKP S.A. – Oddział Gospodarowania Nieruchomościami w Lublinie), których pomieszczenia mogą być wykorzystane dla potrzeb:
- Straży Granicznej – 3 pomieszczenia (łącznie 67,59 m²)[b]
- Służby Celnej – 2 pomieszczenia (łącznie 157,71 m²)[b].

### Media
Stan z 8 lutego 2013
W przypadku wznowienia kursowania pociągów, administrator przejścia zawrze z administratorem obiektów umowę odpłatnego najmu pomieszczeń wraz z energią elektryczną, ogrzewaniem, zaopatrzeniem w wodę, odprowadzaniem ścieków oraz łącznością telefoniczną.
- Sieci teletechniczne: brak (przejście nieczynne).

### Przejście graniczne polsko-radzieckie
W okresie istnienia Związku Radzieckiego przed 1948 funkcjonowało polsko-radzieckie kolejowe przejście graniczne Hrebenne. Dopuszczony był ruch towarowy i osobowy. Kontrolę graniczną osób, towarów oraz środków transportu wykonywała Graniczna Placówka Kontrolna Hrebenne (GPK Hrebenne) – kolejowa.